# Led Zeppelin North American Tour 1972
Led Zeppelin North American Tour 1972 е осмото турне на Английската рок-група Лед Зепелин в Америка (САЩ и Канада) между 27 май и 28 юни 1972 г. То включва и два подгряващи концерта в Белгия и Нидерландия.

## История
Китаристът Джими Пейдж определя този период като артистичния връх в кариерата на Лед Зепелин. Въпреки това, от единайсетте тура в Северна Америка Led Zeppelin North American Tour 1972 е най-слабо продаваният. В този момент Ролинг Стоунс също гастролират в САЩ и отчитат (за неудоволствие на Пейдж и компания) по-големи приходи. За бъдещите турнета Питър Грант наема пиар консултанти, които предварително анонсират концертите.
За кратко групата спира в Ню Йорк и смесва записани в Olympic Studios, Лондон, парчета за предстоящия пети албум.
Според биографите на Лед Зепелин Дейв Луис и Саймън Палет, по това време Питър Грант започва безпрецедентната политика да изисква от промоутърите 90% от билетните приходи:
Статусът на състава по онова време не позволява на организаторите на концерти продължителни пазарлъци с мениджъра. Всеки договор с тази група е по-добър от липса на такъв. В резултат богатството на островитяните започва да расте с по-бързи темпове отпреди.
За звука и осветлението по време на престоя в Америка е наета Showco – компания, базирана в Далас и съпровождаща турнетата на Лед Зепелин до последното през 1977 г.

## Аудио
Както в другите турнета, така и тук няколко концерта са записани от фенове и издадени като бутлези (като Burn Like a Candle). Шоутата в L.A. Forum и Long Beach Arena, съответно на 25 и 27 юни, са ремастерирани от Джими Пейдж и издадени в How the West Was Won.
Официално издадено видео от тези концерти също не е излизало. В интервю за The Times от 2010 г., на въпроса коя от изявите на групата би отличил, той споменава това турне, но съжалява за липсата на видео материал:

Мисля, че това което направихме в How the West Was Won, имам предвид специално гига от 1972 г., е много добро наследство и представа за нас в онези дни. Би било по-добре, ако имахме и видео, но какво да се прави. Това е мистерията Лед Зепелин.

## Сетлист
Това е първата серия концерти, на които се изпълняват песни от петия албум Houses of the Holy (Over the Hills and Far Away, Dancing Days, и The Ocean), както и последната с акустична част, възобновена чак 1975 г. за петте шоута в Ърлс Корт. Решението за отпадането е, че лайфовете обикновено траят 3 часа, а понякога до 4 – 4,5 часа, което е допълнително данъчно бреме за музикантите.
Основен сетлист:

- LA Drone (само на 25 юни)
- Immigrant Song
- Heartbreaker
- Celebration Day
- Black Dog
- Over the Hills and Far Away
- Since I've Been Loving You
- Stairway to Heaven
- Going to California
- Black Country Woman (само на 19 юни)
- That's the Way
- Tangerine
- Bron-Y-Aur Stomp
- Dazed and Confused
- What Is and What Should Never Be
- Dancing Days
- Moby Dick
- Whole Lotta Love

Бисове (варират):

- Rock and Roll
- Thank You
- The Ocean
- Communication Breakdown
- Bring It On Home
- Money (само на 19 юни)

## Концерти
| Дата                         | Град           | Държава     | Място                       |
| ---------------------------- | -------------- | ----------- | --------------------------- |
| Подгряващи концерти в Европа |                |             |                             |
| 27 май 1972 г.               | Амстердам      | Нидерландия | Oude Rai                    |
| 28 май 1972 г.               | Брюксел        | Белгия      | Vorst Nationaal             |
| Северна Америка              |                |             |                             |
| 6 юни 1972 г.                | Детройт        | САЩ         | Cobo Hall                   |
| 7 юни 1972 г.                | Монреал        | Канада      | Montreal Forum              |
| 8 юни 1972 г.                | Бостън         | САЩ         | Boston Garden               |
| 9 юни 1972 г.                | Шарлът         | САЩ         | Charlotte Coliseum          |
| 10 юни 1972 г.               | Бъфало         | САЩ         | Buffalo Memorial Auditorium |
| 11 юни 1972 г.               | Балтимор       | САЩ         | Baltimore Civic Center      |
| 13 юни 1972 г.               | Филаделфия     | САЩ         | The Spectrum                |
| 14 юни 1972 г.               | Юниъндейл      | САЩ         | Nassau Coliseum             |
| 15 юни 1972 г.               | Юниъндейл      | САЩ         | Nassau Coliseum             |
| 17 юни 1972 г.               | Портланд       | САЩ         | Memorial Coliseum           |
| 18 юни 1972 г.               | Сиатъл         | САЩ         | Seattle Center Coliseum     |
| 19 юни 1972 г.               | Сиатъл         | САЩ         | Seattle Center Coliseum     |
| 21 юни 1972 г.               | Денвър         | САЩ         | Denver Coliseum             |
| 22 юни 1972 г.               | Сан Бернардино | САЩ         | Swing Auditorium            |
| 23 юни 1972 г.               | Сан Диего      | САЩ         | San Diego Sports Arena      |
| 25 юни 1972 г.               | Ингълуд        | САЩ         | The Forum                   |
| 27 юни 1972 г.               | Лонг Бийч      | САЩ         | Long Beach Arena            |
| 28 юни 1972 г.               | Тусон          | САЩ         | Tucson Community Center     |